# Heather Pease
Heather Pease, född den 29 september 1975 i Monterey, USA, är en amerikansk konstsimmare.
Hon tog OS-guld i lagtävlingen i konstsim i samband med de olympiska konstsimstävlingarna 1996 i Atlanta.